# Maria Tallant Owen
Pour les articles homonymes, voir Owen.
Maria Tallant Owen, née le 13 février 1825 et morte le 8 juin 1913, est une botaniste américaine qui a écrit une archive détaillée de la flore et des algues du XIXe siècle sur l'île de Nantucket (États-Unis).

## Jeunesse et éducation
Maria Tallant grandit dans une famille aisée dont elle a pu retracer la lignée jusqu'aux premiers colons blancs de la colonie de la baie du Massachusetts. Elle étudie dans des établissements privés à Nantucket et étudie la botanique à la maison avec sa mère et ses sœurs. Elle enseigne à la l'école pour aveugles Perkins et au lycée de Nantucket dans les années 1840, ainsi que dans sa propre école privée. 

## Recherche
La carrière d'Owen débute à Springfield, dans le Massachusetts, où elle déménage peu de temps après son mariage avec Varillas L. Owen. Là, elle contribue à des sociétés scientifiques, et enseigne la science et le français. Son magnum opus, publié en 1888, est une archive de la flore dans le comté de Nantucket avant 1853, qui comprenait 787 espèces, et est une archive utile pour les scientifiques modernes étudiant les effets du changement climatique sur les plantes. Elle poursuit ses recherches jusqu'en 1912, et meurt un an après. 

## Publications
- Catalogue des plantes poussant sans culture dans le comté de Nantucket, Massachusetts (1888)